# Sesgo de grupo
Dentro de la psicología social, se denomina sesgo de grupo (en inglés, groupshift) al fenómeno por el cual las posiciones iniciales de los miembros individuales de un grupo son exageradas hacia una posición más extrema, precisamente por encontrarse en grupo.

## Generalidades
Cuando las personas están en grupo, toman decisiones respecto al riesgo de manera diferente de aquellos que están solos. Agrupadas, las personas son propensas a tomar decisiones más arriesgadas debido a que el riesgo compartido hace creer al individuo que arriesga menos.
Un ejemplo de sesgo de grupo es cuando los fanáticos de un equipo deportivo celebran la victoria de su equipo y su celebración lleva a la destrucción de propiedad. Lo que perece ocurrir dentro de los grupos es que las discusiones llevan a un significante cambio de posiciones de los miembros en cuanto a desear una posición más extrema en la dirección a la cual ellos inicialmente estaban apoyando antes de empezar una discusión; así los individuos más conservadores se vuelven más cautos aún, y aquellos que son más agresivos toman más riesgos todavía. Por ejemplo, un estudio examinó lo que ocurre si se les pide discutir asuntos raciales a estudiantes con prejuicios y si se les pide discutir el mismo asunto a estudiantes que no tuviesen prejuicio alguno. Los resultados muestran que los estudiantes prejuiciosos se volvieron aún más prejuiciosos, mientras que los no-prejuiciosos se volvieron todavía menos prejuiciosos (Myers & Bishop, 1970).
Así pues podemos decir que las discusiones de grupo tienden a exagerar las posiciones iniciales del grupo.
Esta idea parece tener algún tipo de correlación con los principios básicos del pensamiento grupal, el cual es un modo de pensamiento que las personas abrazan cuando están profundamente envueltas en grupos cohesivos, cuando los miembros se esfuerzan para que la unidad del grupo se sobreponga a la motivación que tienen los miembros de apreciar de manera realista otros cursos alternativos de acción.
El Sesgo de Grupo puede ser visto de manera evidente dentro del pensamiento grupal como un típico patrón de pensamiento sub-establecido que se da en situaciones grupales y puede observarse dentro de cualquier sociedad, así pues este fenómeno es evidente en situaciones tales como: Grupos estudiantiles, gobierno, equipos deportivos, miembros del jurado de una corte, activistas etc.

## Origen
La primera definición para el Sesgo de Grupo fue "Cambio o Sesgo Riesgoso" y fue acuñado a inicios de 1960, entonces fue usado para describir la tendencia de las personas a tomar mayores riesgos dentro de los grupos, a diferencia de las decisiones que las mismas personas hubieran tomado al enfrentar el mismo problema si estuviesen solos (Baumeister & Bushman, 2008).
Sin embargo existen inconsistencias con los primeros estudios, lo cual lleva a algunos investigadores a introducir el término "Sesgo o Cambio Punzante", el cual es básicamente lo mismo que el "Sesgo cambiante" ya que en este el grupo tiende a estar de acuerdo con la decisión, no obstante en este otro caso, la decisión sería más conservadora, o "punzante" (Baumeister & Bushman, 2008).

## Causas del Sesgo de Grupo
¿Cuál es la causa de que esto ocurra? Existen varias explicaciones que intentan dar una razón del porqué el Sesgo de Grupo ocurre.
- Los grupos diluyen la responsabilidad: La difusión de la responsabilidad a través del grupo parece dar a los miembros de estos grupos libertad para actuar como a ellos les parece (Wallach, Kogan, & Bem 1964). Los lazos emocionales que son creados en el grupo sirven para disminuir la ansiedad dentro del grupo y el riesgo real de que la situación parezca menos grave.
- Brown (1965) indica que el estatus social dentro de los grupos esta normalmente asociado con la "Toma de Riesgos", llevando inconscientemente a las personas a evitar una posición que parezca de bajo riesgo ante los demás.
- Collins and Guetzkow (1964) Sugieren que aquellos que son propensos a tomar altos riesgos están más confiados dentro del grupo y por lo tanto pueden persuadir a otros de tomar también mayores riesgos.
- Bateson (1966) Sugiere que a medida que las personas ponen atención a la posible acción, se vuelven más familiarizados y cómodos con ello y por lo tanto perciben menos el riesgo.

El tamaño del grupo también tiene un efecto en cuan susceptible el grupo puede ser hacia la polarización. A mayor número de personas en un grupo, mayor es la tendencia hacia la "desindividualización", en otras palabras la desindividualización no es otra cosa sino un efecto del tamaño del grupo.
A medida que los grupos se vuelven más grandes, las tendencias hacia la toma de riesgos también se amplifica.

Asimismo, existe una vasta cantidad de investigación científica que sugiere que los hombres son más propensos a la toma de riesgos que las mujeres (Wilde 1994) un rasgo que probablemente tiene raíces tanto fisiológicas como también sociales.
Numerosas estadísticas sobre accidentes corroboran esta afirmación. por ejemplo, en el periodo 1984-1996 en Canadá el 90% de las fatalidades por avalancha fueron hombres (Jamieson & Geldsetzer, 1996).

## Utilizando el Sesgo Riesgoso
Lo que sea que causa este fenómeno o las preocupaciones respecto a la generalidad del mismo, lo evidente es que causa que los individuos puedan ser manipulados al hacer sus decisiones.
Los mecanismos causantes del Sesgo de Grupo post-discusión, causan un cambio en la percepción del dominio del problema por algunos o todos los integrantes del grupo. Es pues durante el proceso de percepción que se debe de buscar la guía para el como educar a las personas en cuanto a mejorar sus habilidades de toma de decisiones.

## Previniendo el Sesgo de Grupo
Como pueden los líderes de equipo limitar el Sesgo de Grupo? Asegurándose de que el foco del equipo se mantenga, y que tanto valores positivos como también comportamientos constructivos sean aplicados consistentemente en todas las decisiones y acciones planeadas.